# Naoko Yamazaki
 (juillet 2025).
Si vous disposez d'ouvrages ou d'articles de référence ou si vous connaissez des sites web de qualité traitant du thème abordé ici, merci de compléter l'article en donnant les références utiles à sa vérifiabilité et en les liant à la section « Notes et références ».
Naoko Yamazaki (山崎 直子, Yamazaki Naoko) est une astronaute japonaise née le 27 décembre 1970 à Matsudo.

## Biographie
Elle est née à Matsudo City. Elle a passé deux ans de son enfance à Sapporo. Elle a obtenu un diplôme à l'Université de Ochanomizu en 1989,  un baccalauréat des sciences en génie aérospatial à l'Université de Tokyo en 1993, et  une maîtrise des sciences en génie aérospatial en 1996.
Choisie comme candidate astronaute en février 1999 par l'Agence nationale de développement spatial du Japon (NASDA, maintenant JAXA), elle a participé au programme d'entraînement en avril 1999 et a été certifiée comme un astronaute en septembre 2001. Depuis 2001, elle a participé au développement de l'ISS et au fonctionnement du module japonais d'expérimentation. En mai 2004, elle a terminé sa formation comme ingénieur de vol de Soyouz au centre de formation Youri-Gagarine à Star City, en Russie.
En juin 2004, elle est arrivée au Centre spatial Johnson à Houston, au Texas, et a commencé l'école de formation des aspirants astronautes. Elle est actuellement affectée à l'Office Branch Robotics des astronautes.
En novembre 2008, la JAXA a annoncé que Yamazaki allait devenir la deuxième femme japonaise à voler dans l'espace de la mission STS-131, prévue pour le lancement en 2010.
Le 5 avril 2010, Yamazaki est entrée dans l'espace sur la navette Discovery dans le cadre de la mission STS-131. Elle est revenue sur Terre le 20 avril 2010.
Yamazaki a pris sa retraite de la JAXA au 31 août 2011.
Yamazaki est mariée à Taichi Yamazaki et a deux enfants. Elle aime la plongée, le ski, le vol et la musique.
Yamazaki est à temps partiel chercheur à l'Université de Tokyo depuis décembre 2010.

## Vols réalisés
Elle réalise son premier vol le 5 avril 2010, comme spécialiste de mission de la mission STS-131 de la navette spatiale Discovery.

## Honneurs
- (14925) Naoko